# Els guerrers de la nit
Els guerrers de la nit (títol original: A Terrible Beauty i també coneguda com The Night Fighters) és una pel·lícula dramàtica de 1960 dirigida per Tay Garnett i protagonitzada per Robert Mitchum, Anne Heywood, Dan O'Herlihy i Richard Harris. Va ser una adaptació d'una novel·la homònima de 1958 escrita per Arthur Roth. La pel·lícula va ser una coproducció internacional entre la productora de Mitchum, DRM, i la del productor Raymond Stross. Està doblada al català.

## Argument
El 1941, l'Exèrcit Republicà Irlandès planeja una campanya per coincidir amb la planificada invasió alemanya d'Anglaterra. A Dermot O'Neill li resulta fàcil entrar a l'IRA, però no tant sortir-ne.

## Repartiment
- Robert Mitchum com Dermot O'Neill
- Richard Harris com Sean Reilly
- Anne Heywood com Neeve Donnelly
- Dan O'Herlihy com Don McGinnis
- Cyril Cusack com Jimmy Hannafin
- Niall MacGinnis com Ned O'Neill
- Christopher Rhodes com Tim Malone
- Harry Brogan com Patrick O'Neill
- Joe Lynch com Seamus
- Marie Kean com Mrs. Matia Devlin

## Recepció
En una revisió contemporània per al The New York Times, el crític Eugene Archer va escriure: "Si bé la naturalesa del material convida a un examen penetrant de l'angoixa mental implícita en una revolta civil no resolta, l'escriptor no ha intentat explorar-la en profunditat i ha es va limitar a un tractament sorprenentment tens i superficial del tema. Com a resultat, l'estructura dramàtica trontolla després d'establir una situació prometedora en els primers rodets, i un breu lapse en un melodrama poc convincent al final limita seriosament les modestes pretensions de la pel·lícula".